# Золотарёвы
Золотарёвы — старинные русские дворянские роды.
Золотарёвы - отделились от таких родов как Шуйские,Ромадановские,Стародубские
В Гербовник внесены две фамилии Золотаревых:
1. Потомство Степана Золотарева, жалованного поместными землями в 1647 году. Губернским дворянским депутатским собранием этот род Золотарёвых был внесён в VI часть дворянской родословной книги Курской губернии России[1].
2. Золотаревы жалованные поместьями в 1692 и других годах. Второй род этой фамилии был внесён в VI часть родословной книги Пензенской губернии Российской империи[1].[2]

Оба рода были утверждены Герольдией Правительствующего Сената в древнем (столбовом) дворянстве.

## Описание гербов
Герб рода Золотаревых
Щит разделен горизонтально на две части, из коих в верхней в голубом поле изображен золотой Крест. В нижней части в красном поле серебряный Меч, остроконечием обращенный вверх и продетый сквозь Кольцо золотого Ключа, которые означены диагонально с нижних углов.
На щите дворянский коронованный шлем. Нашлемник: три страусовых пера. Намёт на щите красный, подложенный золотом.
Герб рода Золотаревых, потомства Степана Золоторева
В щите, имеющем чёрную вершину, изображен золотой лапчатый крест. В нижней пространной части в правом серебряном поле диагонально с правого нижнего угла, означена городовая стена красного цвета и через неё положена диагонально же шпага, остроконечием вверх. В левом голубом поле находится серебряная разогнутая книга.
На щите дворянский коронованный шлем. Нашлемник: три страусовых пера, на коих видна золотая шестиугольная звезда. Намёт на щите красный и чёрный, подложенный золотом.
Гербы рода были записаны в Части III и VIII Общего гербовника дворянских родов Всероссийской империи, страницы 106 и 90 соответственно.

## Известные представители
- Золотарев Григорий — дьяк, воевода в Арзамасе (1619).
- Золотарев Денис Иванович — московский дворянин (1640).
- Золотарев Яков Иванович — воевода в Нарыме (1659).
- Золотарев Мирон Иванович — воевода в Арзамасе (1676-1677).
- Золотаревы: Мирон Иванович и Иван Васильевич — стольники (1686).
- Золотарев Яков Иванович — стольник (1692).
- Золотарев Степан — дьяк, воевода в Соликамске (1698)[4][5].